# 両性具有

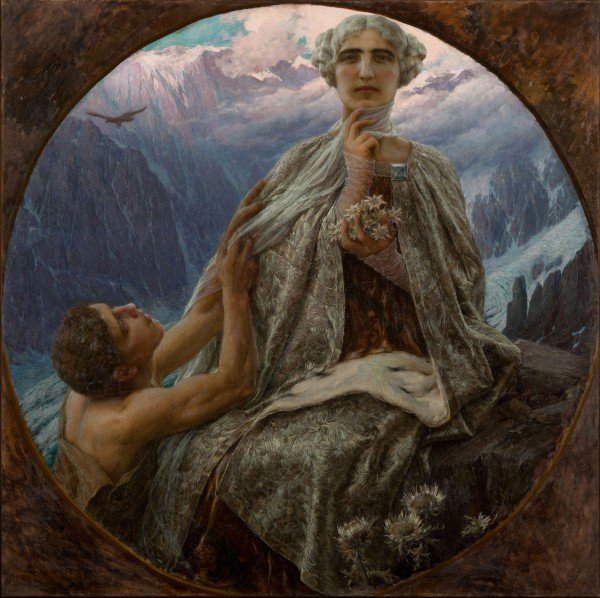
「頂上 - 氷の女王」、1912年。チェーザレ・サッカージ（イタリア語版）の代表的な作品で、山の頂上はこの両性具有の人物で表されている。彼女を下から見ると女性のように見えるが、顔を見ると男性のように見える。

両性具有（りょうせいぐゆう）は、男女両性を兼ね備えた存在の事を指し、両性具有者（りょうせいぐゆうしゃ）、ギリシャ語の「Ανδρογυνισμός（ギリシア語ラテン翻字: androgynos）」よりアンドロギュノス/アンドロギュヌスとも称する。

## 概要
ギリシャ神話では、ニンフのサルマキスに恋されて強制的に一心同体にされたヘルマプロディートスの話が存在する。後世の芸術作品では豊かな乳房を持った少年、あるいは男根を持った女性などの形で表現されている。日本神話の女神天照大神は中世の書物『日諱貴本紀』で両性具有神として描かれている。
両性具有の逸話として、プラトンの『饗宴』の中でアリストパネスが語ったとされる演説がある。この中でアリストパネスは、かつて男と女の他に「男女（おめ）」と称された両性具有者がおり、いずれも手足が4本ずつ、顔と性器も2つずつあったと説いた。ところが、ゼウスによってそれらを両断したため、手足が2本ずつ、顔と性器が1つずつの2人の「半身」となり、それぞれが残された半身に憧れて結合しようと求め合った。そして元々男女だった男と女が互いの半身、すなわち男は女を、女は男を求める事になった。それが男女の愛であると説いた。
原初の世界あるいは人間が両性具有だったとする神話は世界各地に存在する。原初への回帰を意図した成年式や結婚式といった儀式での異性との衣装交換などの形で残されている場合もある。
両性具有は哲学や錬金術やグノーシス主義などでもシンボリズムとして取り上げられる場合があった。

## 心理的側面
古来より様々な概念に使用されてきた両性具有は、20世紀後半になってから心理的側面で使用され始めた。精神科医のカール・グスタフ・ユング（Carl Gustav Jung、1875-1961年）は、人間の普遍的無意識内に元型(archetype)が存在すると仮定し、男性が持つ女性の永遠なイメージの元型をアニマ、女性が持つ男性の永遠なイメージの元型をアニムスと呼んだ。
ユング派のジューン・シンガーは『男女両性具有』(1981)の中で、男女両性具有は人間の心理に固有な元型であって、それはあたかも卵の黄味と白味が殻の中に一緒に閉じこめられている状態であると述べている。つまり男女両性具有とは男性の中に「女らしさ」が、女性の中に「男らしさ」が存在している状態であり、いわゆるユングのアニマとアニムスの両方がある状態であるというのである。この男女両性具有の概念は1970年代に、固定的な男女観に対するウーマン・リブ運動などによって注目され始め、実証的な性役割研究において扱われることになった。

## 性役割研究における男女両性具有
男女の性別にかかわらず、男性にとって社会的に望まれるパーソナリティ特性を志向し受容し（男性性）、かつ女性にとって社会的に望まれるパーソナリティ特性を志向し受容する（女性性）状態を指す。そして、男女両性具有人間は物事の考え方が柔軟で、可能性としての行動範囲が広く、状況に応じて最適な行動を効果的に遂行することができ、心理的にも健康である、と考えられてきた。